# Světlo pro svět – Light for the World
Světlo pro svět – Light for the World, o. s. je česká nevládní nezisková organizace, která se zaměřuje na prevenci a léčbu slepoty a na systémovou podporu osob s postižením v rozvojových zemích. Spolek byl založen v srpnu 2007 jako sesterská organizace nevládních neziskových organizací ze sítě Light for the World.
Zakladatelem a emeritním členem představenstva je oční lékař prof. MUDr. Martin Filipec CSc, předsedou představenstva je Jaroslav Žahourek. Výkonným ředitelem spolku je Richard Schinko.

## Poslání
Základním posláním organizace je pomoc nevidomým a osobám se zrakovým postižením v rozvojových zemích, především v Africe.
Projekty se zaměřují na léčbu slepoty prostřednictvím operací šedého zákalu, prevence trachomu a léčení jeho následků, dále také na rehabilitace dětí s postižením a jejich začleňování do společnosti. Organizace se snaží o rozvoj a dodržování práv osob s postižením a zvyšování povědomí o této problematice.

## Postižení a chudoba
Žít s postižením v nejchudších zemích světa znamená patřit mezi nejchudší obyvatele naší planety. Hlavními příčinami oslepnutí v rozvojovém světě jsou šedý zákal (katarakta), zelený zákal (glaukom) a s věkem související makulární degenerace. Dále je to trachom (egyptská oční nemoc), tzv. říční slepota a avitaminóza (zejména nedostatek vitaminu A u dětí) a různé choroby v kombinaci s nedostatečnou lékařskou péčí. 

Šedý zákal lze odstranit relativně jednoduchou operací, trvající přibližně 20 minut. Při zákroku se zkalená čočka vyjme z oka a nahradí se čočkou umělou. Zrak se zpravidla bezprostředně po operaci zcela navrátí.
Trachom je infekční onemocnění, při kterém se víčko otočí dovnitř oka a řasy tak škrábou rohovku. Tomuto onemocnění lze předejít preventivním užíváním antibiotik. V pokročilém stádiu je možné trachom operovat, aby se ulevilo bolesti, nicméně zrak se člověku již nevrátí.

Chudoba, spolu s omezeným přístupem k lékařské péči, pitné vodě, vzdělání a informacím o hygieně způsobuje v rozvojových zemích častější výskyt lidí s různými druhy fyzických či mentálních postižení. Tito lidé zpravidla patří mezi ty nejchudší a navíc leckdy bývají ostrakizováni, takže pak žijí nejen v naprosté chudobě, ale také na naprostém společenském dně.

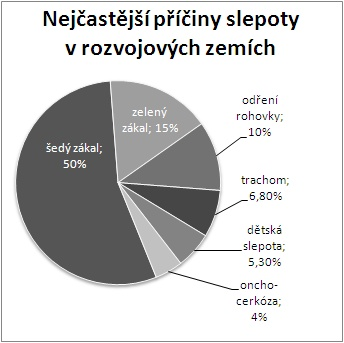
Zdroj: WHO

Postižení v rozvojových zemích nejčastěji vzniká v důsledku:
- nedostatku čisté vody a špatné hygieny,
- podvýživy,
- nedostupné lékařské péči,
- nedostatku informací o možnostech předcházení či léčení nemocí vedoucích k postižení,
- přírodních katastrof a ozbrojených konfliktů.

### Celosvětová fakta o zrakovém postižení
- na světě je více než jedna miliarda osob se zdravotním postižením
- 43 milionů osob je slepých
- přibližně 90 % osob se zrakovým postižením žije v rozvojových zemích
- v 80 % případů je možné zrakové postižení vyléčit nebo mu předejít
- každou minutu na světě oslepne jedno dítě – 500 000 dětí každý rok[2]

## Podporované projekty
SVĚTLO PRO SVĚT v současné době podporuje projekty v několika afrických rozvojových zemích, například v Mosambiku, Etiopii, Rwandě a Burkině Faso. Podpora probíhá prostřednictvím místních partnerů a směřuje v prvé řadě očním klinikám, kde se tak zajišťuje kvalitní a trvalá péče o zrak.
V Etiopii žije 1,2 milionů nevidomých lidí a cca každý šestý Etiopan trpí očním onemocněním. Nejčastěji se jedná o šedý zákal a trachom. V Etiopii je trachomem infikováno 9 milionů dětí. Vzniku tohoto onemocnění je možné poměrně jednoduše předcházet zlepšením hygienických podmínek a preventivním podáním léčiv. V pokročilejších stadiích nemoci je třeba pravidelně podávat antibiotika nebo provádět operace.
V Africe obecně postihuje slepota 1,2 % populace. Ve Rwandě existuje pouze sedm zdravotnických zařízení poskytujících oční péči a z celkového počtu 11 očních lékařů na zemi jich většina působí v hlavním městě Kigali. Světlo pro svět podporuje oční kliniku v Kabgayi, kde se provádí 85 % všech oční operací a 65 % očních vyšetření v zemi. Zároveň se jedná o jediné oftalmologické zařízení v zemi, které disponuje zařízením pro operace dětí.
Od roku 2011 podporuje Světlo pro svět oční kliniky v Nouně a v Zorghu, v západoafrické Burkině Faso. Kliniky se nacházejí v regionech s nejhorším přístupem k službám v zemi.

## Spolupráce
Light for the World úzce spolupracuje se Světovou zdravotnickou organizací (WHO), Mezinárodní agenturou pro prevenci slepoty (International Agency for the Prevention of Blindness – IAPB), International Disability and Development Consortium (spojení nevládních organizací v oblasti rozvojové spolupráce a podpory zdravotně postižených osob) a dalšími nevládními organizacemi i vládami jednotlivých států.